# Clemmus troglodytes
Clemmus troglodytes es una especie de coleóptero de la familia Endomychidae.

## Distribución geográfica
Habita en Europa.